# Soná (Panamá)
Soná é uma cidade e corregimiento do Distrito de Soná na província de Veraguas. Está localizado na área norte do Golfo de Chiriquí. Tem uma população de 10.802 habitantes, segundo os dados do último censo realizado na República do Panamá (2010). A cidade foi relatada na série de televisão Prison Break, onde a Penitenciária Federal de Sona é uma das prisões mais rigorosas do país.